# 小笠原伯爵邸

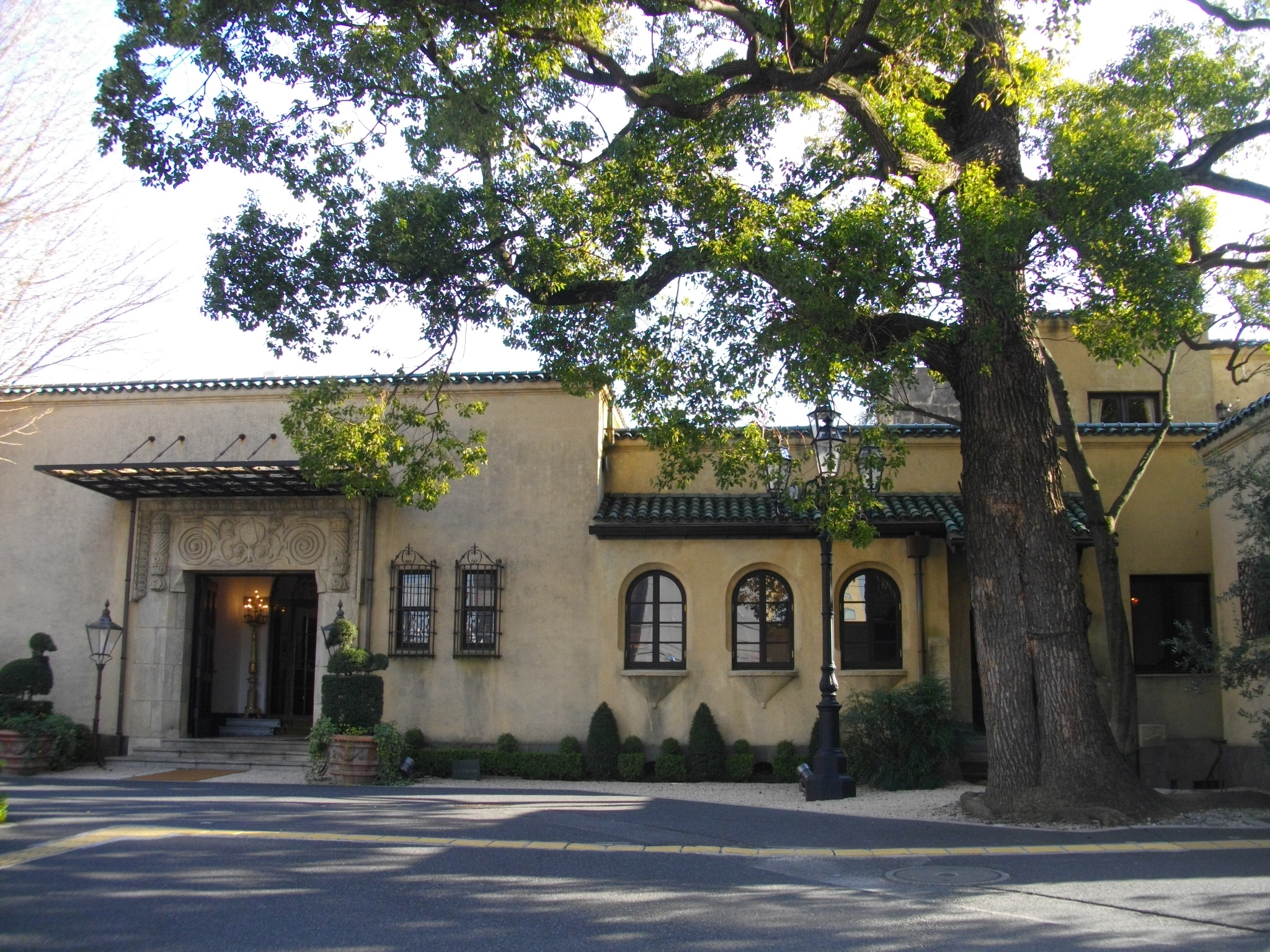
小笠原伯爵邸

小笠原伯爵邸（おがさわらはくしゃくてい）は、東京都新宿区にある建築物。東京都選定歴史的建造物（第66号）。

## 歴史・概要
旧小倉藩藩主家だった華族の小笠原家当主小笠原長幹伯爵の邸宅として1927年（昭和2年）に現在地に建てられた。建物は当時流行のスパニッシュ様式で鉄筋コンクリート造の地上2階、地下1階建て。敷地は江戸時代の小倉藩下屋敷跡地である。戦後、1948年（昭和23年）に米軍に接収され、4年後に東京都に返還されて1975年（昭和50年）まで東京都福祉保健局中央児童相談所として使用されたが、その後は用途を失って放置され、一時は取り壊しも検討された。
2000年（平成12年）になって管理していた都生活文化局から民間貸出の方針が示され、同年12月には箱根等でレストランを経営するインターナショナル青和が借り手に決定。本間建設株式会社の修復工事を経て2002年（平成14年）6月にレストラン「小笠原伯爵邸」としてオープンした。

## 建築概要
- 設計：曽禰中條建築事務所（共同経営者の一人である曽禰達蔵は小倉藩の分家にあたる旧唐津藩出身）
- 施工：石井組
- 竣工：1927年
- 所在地：東京都新宿区河田町10-10
- 構造：鉄筋2階建RC造

## 交通アクセス
- 都営地下鉄大江戸線若松河田駅　河田口より徒歩約1分。